# 南岸区
南岸区（なんがんく）は中華人民共和国重慶市に位置する市轄区。

## 地理
南岸区は重慶市中部に位置し、西北は長江を隔てて九竜坡区、渝中区、江北区、渝北区に、東南は巴南区に接する。

## 歴史
1929年に重慶市が設置されると、玄壇廟に南岸市政管理処が設置され巴県から編入された南坪、海棠渓、竜門浩、弾子石四坊を管轄した。1935年2月に重慶市第四区が設立し、間もなく第六区、第十一区及び二十区、第十一区及び第十八区に改編された。
中華人民共和国が成立すると1950年6月に南岸四区が統合され第五区、第六区が成立、1952年10月に漁区が合併すると同時に巴県より文峰郷を編入した。1955年10月に南岸区と改称され現在に至っている。

## 行政区画
下部に8街道、7鎮を管轄する。
- 街道
  - 銅元局街道、花園路街道、南坪街道、海棠渓街道、竜門浩街道、弾子石街道、南山街道、天文街道
- 鎮
  - 南坪鎮、塗山鎮、鶏冠石鎮、峡口鎮、長生橋鎮、迎竜鎮、広陽鎮

## 教育

### 大学
- 重慶交通大学（中国語版）、重慶郵電大学（中国語版）、重慶工商大学（中国語版）、重慶第二師範大学（中国語版）、重慶理工大学（中国語版）、

## 交通

### 鉄道
- 重慶軌道交通
  - 3号線
  - 6号線
  - 10号線
  - 環状線

### 道路
- 高速道路
  -  包茂高速道路
  -  重慶環状高速道路（中国語版）
- 国道
  - G210国道

## ホテル
- ラディソン・ブル重慶（重庆丽笙世嘉酒店）

## 健康・医療・衛生
- 重慶市第五人民医院
- 重慶市東南医院
- 南岸区人民医院
- 南岸区中医院
- 武警重慶総隊医院
- 重慶医薬高等専科学院附属第一医院（重慶職業病管理病院）[1]
- 重慶医科大学附属第二医院（江南分院）[2]
- 南岸区中西医総合医院